# (Tell Me) She Means Nothing to You at All
(Tell Me) She Means Nothing to You at All è il secondo singolo estratto dall'album LaToya della cantautrice e ballerina statunitense La Toya Jackson. Fu pubblicato nell'ottobre 1988.

## Descrizione
Si tratta di una delle 3 tracce che la Jackson registrò con il team britannico di produttori Stock Aitken Waterman, che aveva già realizzato numerosi successi per altri artisti. Il brano fu scritto in collaborazione fra la cantante e gli Stock Aitken Waterman stessi.

## Promozione
La canzone uscì inizialmente solo come lato B del precedente singolo (Ain't Nobody Loves You) like I Do nel 1987, ma poi si decise di pubblicarlo come singolo a sé stante e di inserirlo nel suo quinto album, LaToya.

## Critica
Il quotidiano Miami News definì la canzone "una perla pop che mostra la Jackson al suo meglio".

## Tracce
1. (Tell Me) She Means Nothing to You at All (Album Version) – 3:47 (LaToya Jackson, Stock Aitken Waterman)
2. (Tell Me) She Means Nothing to You at All (Remix Version) – 5:20 (LaToya Jackson, Stock Aitken Waterman)